# Арда (Росія)
А́рда (рос. Арда, марій. Арде) — село у складі Кілемарського району Марій Ел, Росія. Адміністративний центр Ардинського сільського поселення.

## Населення
Населення — 432 особи (2010; 417 у 2002).
Національний склад (станом на 2002 рік):
- марі — 69 %
- росіяни — 30 %